# 용금로
용금로(Yonggeum-ro)는 대한민국의 제주특별자치도 제주시 한경면용당 교차로에서 한림읍 금악리 교차로까지 이어주는 총 연장 12.1 km의 도로이다.

## 주요경유지
제주특별자치도
- 제주시 (한경면 . 한림읍)

## 노선 경로
| 이름           | 접속 노선                                                                            | 소재지 | 소재지 | 비고 |
| -------------- | ------------------------------------------------------------------------------------ | ------ | ------ | ---- |
| 용당 교차로    | 지방도 제1132호선 (일주서로)                                                         | 제주시 | 한경면 |      |
| 한원리 교차로  | 신한로 한원남길                                                                      | 제주시 | 한경면 |      |
| 조수삼거리     | 낙원로                                                                               | 제주시 | 한경면 |      |
| 조수리삼거리   | 판조로                                                                               | 제주시 | 한경면 |      |
| 조수1리 교차로 | 홍수암로                                                                             | 제주시 | 한경면 |      |
| 금악리 교차로  | 지방도 제1116호선 (한창로) 지방도 제1121호선 (금악로) 지방도 제1136호선 (중산간서로) | 제주시 | 한림읍 |      |

## 주요 건물 및 시설
- 한원리 사무소 (용금로 147/두모리 1453-1)
- 롯데택배 제주한라재리점 (용금로 432/조수리 1468-2)
- GS칼텍스 제주조수점 (용금로 467/조수리 407-2)
- 조수보건진료소 (용금로 468/조수리 321-1)
- 조수카센터 (용금로 514/조수리 108-3)
- 수동마을회관 (용금로 529/저지리 1197-1)